# Altamura Calcio 1990-1991
Questa voce raccoglie le informazioni riguardanti  l'Altamura Calcio nelle competizioni ufficiali della stagione 1990-1991.

## Rosa
| N. |                   | Ruolo | Calciatore           |
| -- | ----------------- | ----- | -------------------- |
|    | Italia (bandiera) | D     | Domenico Baccilieri  |
|    | Italia (bandiera) | A     | Rocco Bagalà         |
|    | Italia (bandiera) | C     | Giovanni Bigi        |
|    | Italia (bandiera) | A     | Battista Bisacchi    |
|    | Italia (bandiera) | C     | Vito Bitetto         |
|    | Italia (bandiera) | A     | Patrizio Chiaiese    |
|    | Italia (bandiera) | C     | Giovanni Colonna     |
|    | Italia (bandiera) | D     | Domenico Cornacchia  |
|    | Italia (bandiera) | C     | Francesco Cuccovillo |
|    | Italia (bandiera) | C     | Paolo D'Angelo       |
|    | Italia (bandiera) | D     | Michele De Bellis    |
|    | Italia (bandiera) | P     | Leonardo Della Torre |
|    | Italia (bandiera) | A     | Giovanni Di Mattia   |

| N. |                   | Ruolo | Calciatore             |
| -- | ----------------- | ----- | ---------------------- |
|    | Italia (bandiera) | C     | Francesco Di Nardo     |
|    | Italia (bandiera) | D     | Massimiliano Franchini |
|    | Italia (bandiera) | D     | Angelo Frappampina     |
|    | Italia (bandiera) | C     | Antonio Latrofa        |
|    | Italia (bandiera) | D     | Carmelo La Spada       |
|    | Italia (bandiera) | D     | Matteo Lauriola        |
|    | Italia (bandiera) | D     | Stefano Longo          |
|    | Italia (bandiera) | A     | Paolo Natalicchio      |
|    | Italia (bandiera) | C     | Onofrio Quattromini    |
|    | Italia (bandiera) | C     | Raffaele Sardone       |
|    | Italia (bandiera) | P     | Pietro Spinosa         |
|    | Italia (bandiera) | A     | Pasquale Squicciarini  |
|    | Italia (bandiera) | C     | Francesco Villirillo   |